# Naissance en 1291
Naissance
- 1287
- 1288
- 1289
- 1290
- 1291
- 1292
- 1293
- 1294
- 1295

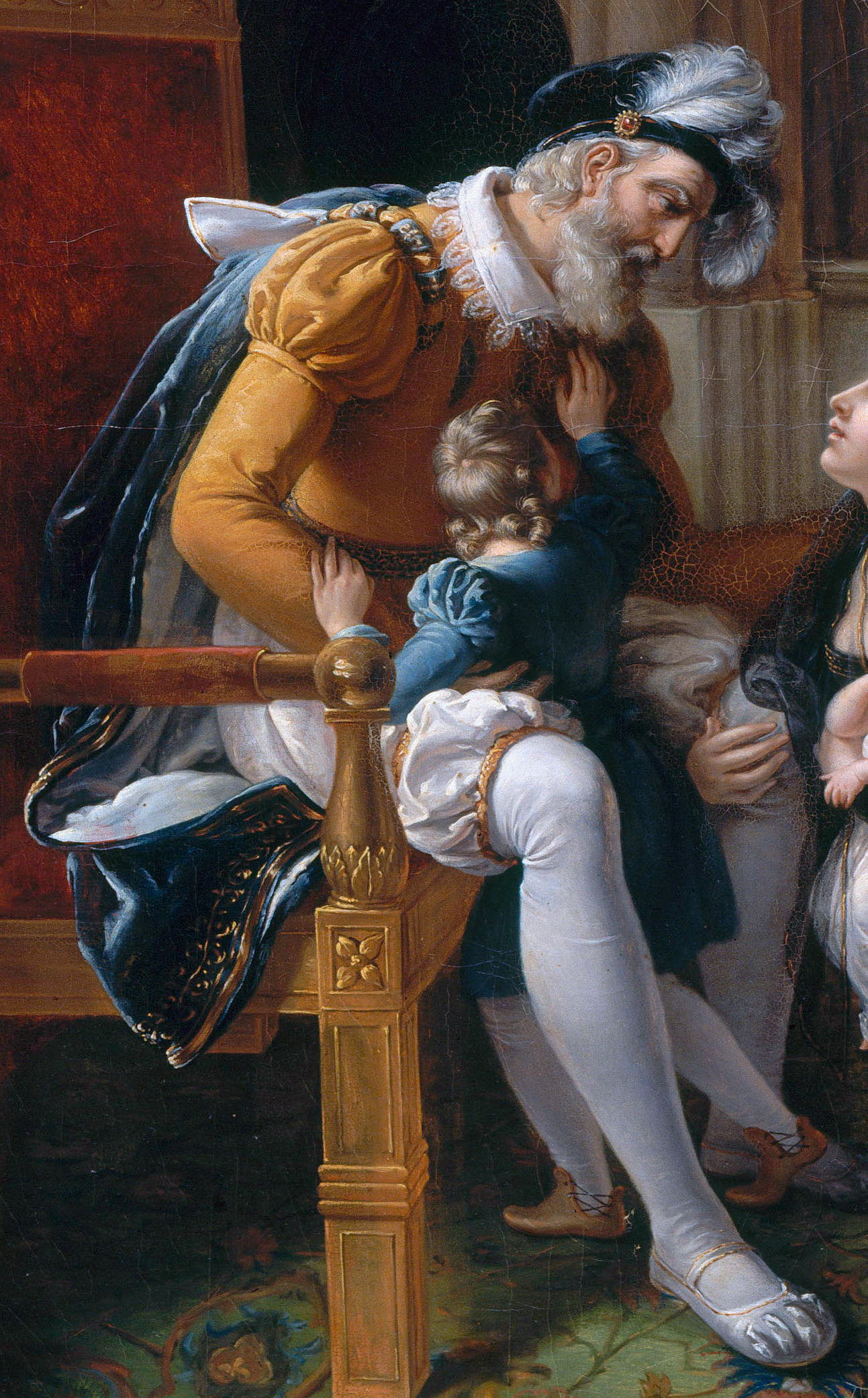
Alphonse IV de Portugal, né en 1291.

Cette page dresse une liste de personnalités nées au cours de l'année 1291 :
- 8 février : Alphonse IV de Portugal, septième roi de Portugal (et le sixième des Algarves).
- 9 mars : Cangrande della Scala, condottiere et un politicien italien.
- 23 mars : Boleslas III le Prodigue, ou Boleslas III le Généreux , duc de Wrocław.
- vers le 10 mai : Gilbert de Clare, 8e comte de Gloucester et 7e comte de Hertford.
- 12 août : Ichijō Uchitsune, noble de cour japonais (kugyō) de l'époque de Kamakura.
- 15 décembre : Aymon de Savoie, comte de Savoie, d'Aoste et de Maurienne.

- Abu al-Rabi Sulayman, sultan mérinide.
- Clément VI, 198e pape mais aussi le 4e pape d'Avignon.
- Marie d'Artois, comtesse de Namur.
- Masuccio Secondo, architecte italien.
- Lippo Memmi, peintre italien typique de l'école siennoise de la pré-Renaissance artistique italienne.
- Pierre comte de Gravina, ou Pierre le tempétueux, comte de Eboli.
- Thierry VIII de Clèves, comte de Clèves.

date incertaine (vers 1291)
- Hugh Audley, 1er baron Audley puis 1er comte de Gloucester, important baron anglais, ambassadeur en France en 1341.
- Viola Élizabeth de Cieszyn,  reine consort de Hongrie, de Bohême et de Pologne.

## Crédit d'auteurs
- Cet article est partiellement ou en totalité issu de l'article intitulé « 1291 » (voir la liste des auteurs).